# Enzo Porta
Enzo Porta (* 1931 in Mailand; † 29. Oktober 2020 in Bologna) war ein italienischer Geiger, Musikwissenschaftler und –pädagoge.

## Leben
Porta studierte Violine bei Franco Tufari, Franco Gulli und Alice Pashkus und begann dann eine Laufbahn als Konzertviolinist und Kammermusiker als Mitglied des Quartetto di Milano und der Società Cameristica Italiana, mit dem Pianisten Adriano Ambrosini und der Flötistin Annamaria Morini. Er unternahm Konzertreisen durch Europa, Nord- und Südeuropa und Asien und hatte u. a. Auftritte in der Wigmore Hall in London, im Leipziger Gewandhaus, in der Piccola Scala Mailand und im Shrine Auditorium in Los Angeles.
Portas besonderes Interesse gilt der zeitgenössischen Musik. Er spielte Referenzaufnahmen von Kompositionen Giacinto Scelsis, Armando Gentiluccis, Franco Donatonis und Adriano Guarnieris ein und brachte Werke von Niccolò Castiglioni, Nicola Cisternino, Aldo Clementi, Daniel Galay, Adriano Guarnieri, Placido Mandanici, Fernando Mencherini, Paolo Perezzani, Umberto Rotondi, Alessandro Sbordoni und Iván Vándor zur Uraufführung.
Neben seiner Lehrtätigkeit an der Civica Scuola di musica in Mailand (von 1950 bis 1970) unterrichtete Porta an den Konservatorien von Trient, Parma und Bologna und gab Seminare für Violine und Musik des 20. Jahrhunderts. Er veröffentlichte mehrere Bücher zur Geschichte und Technik der Violine und Essays und Artikel in Musikzeitschriften.

## Publikationen
- I suoni armonici, nuova classificazione (Ricordi, 1985)
- I movimenti fondamentali della mano sinistra (mit Mary Knepper, Rugginenti, 1995);
- Movimenti fondamentali della tecnica dell’arco, (Rugginenti, 2007)
- Il Violino nella Storia (EDT, 2000)
- 24 Capricci di Pietro Antonio Locatelli (Hrsg., mit Albert Dunning, Schott, 2005)